# Île el Afia
L'île El Afia est une île de la mer Méditerranée à Jijel en Algérie.

## Description
A 8 km à l'ouest de Jijel, à proximité du cap Ras Afia que surmonte le phare de Ras Afia, se trouvent plusieurs petits rochers dont l'un, de couleur rouge feu, est nommé El Afia (le feu).
À 4 km au nord-ouest d'El Afia,  un rocher à fleur d'eau est nommé Écueil de la Salamandre.